# Versailles (Illinois)
Versailles is een plaats (village) in de Amerikaanse staat Illinois, en valt bestuurlijk gezien onder Brown County.

## Demografie
Bij de volkstelling in 2000 werd het aantal inwoners vastgesteld op 567. In 2006 is het aantal inwoners door het United States Census Bureau geschat op 542, een daling van 25 (-4,4%).

## Geografie
Volgens het United States Census Bureau beslaat de plaats een oppervlakte van 2,4 km², geheel bestaande uit land. Versailles ligt op ongeveer 213 m boven zeeniveau.

## Plaatsen in de nabije omgeving
De onderstaande figuur toont nabijgelegen plaatsen in een straal van 16 km rond Versailles.